# Mesehti
| m | z · H | t | i |

| m | z · H | t | i |

Mesehti era nomarca y sumo sacerdote en Asiut durante la dinastía XI, a comienzos del Imperio Medio del Antiguo Egipto (circa 2000 a. C.).
Es conocido por el ajuar de su tumba, que fue encontrado en 1894, durante unas excavaciones ilegales en la necrópolis de Asiut. La tumba fue desvalijada y parte de su contenido fue vendido al Museo Egipcio de El Cairo.
La tumba contenía dos ataúdes de madera. Decorados en su interior con textos religiosos, son una de las principales fuentes para este tipo de escritos. En la primera página muestra una lista de Décadas.

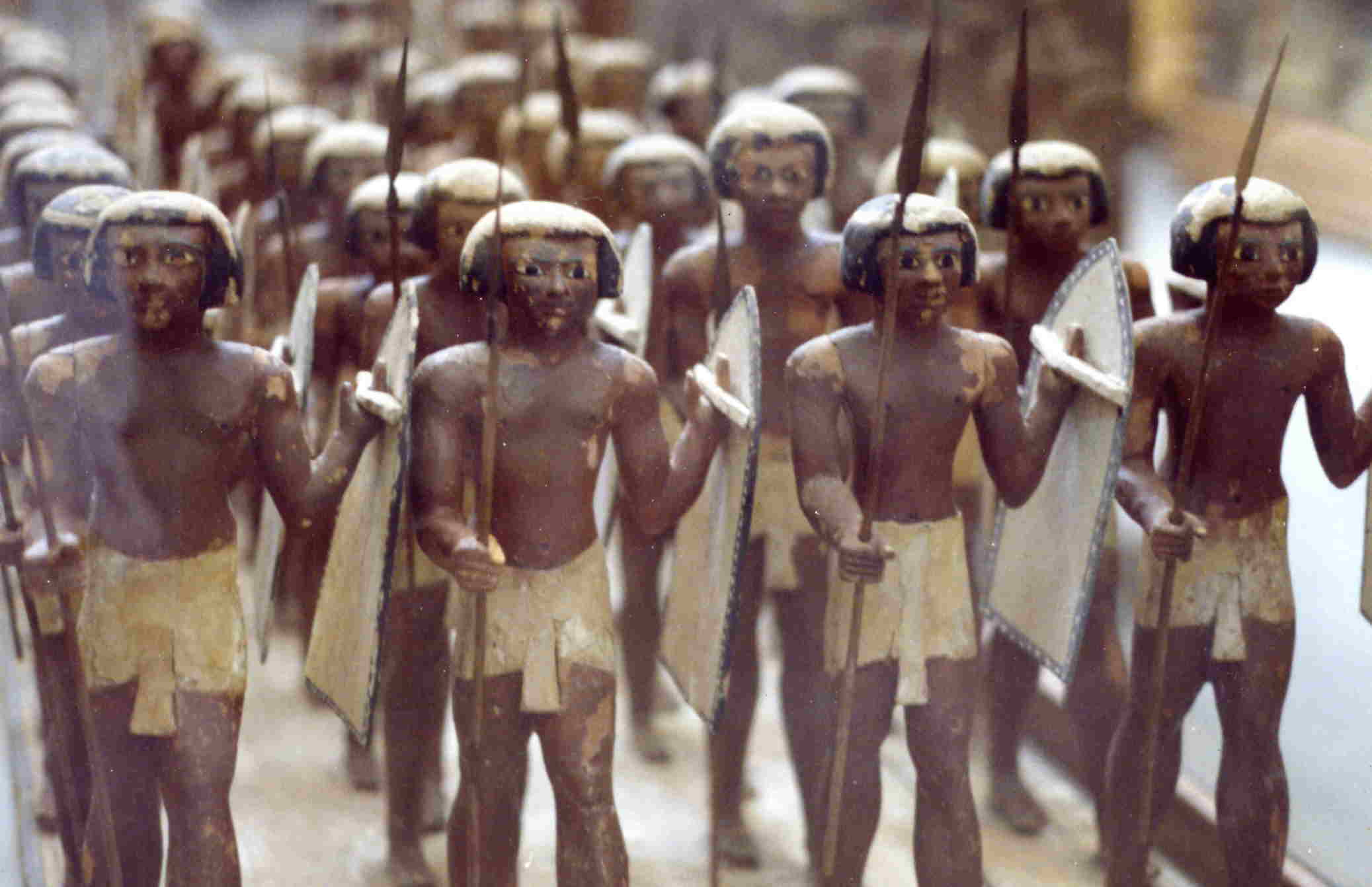
Lanceros de la tumba de Mesehti.

La tumba albergaba una serie de figuras de madera en dos grupos de cuarenta soldados pertenecientes a dos cuerpos de élite utilizados en el ejército y en la guardia fronteriza:  
- arqueros nubios, tropas usadas en la guardia fronteriza. Tienen la piel negra y visten shenti (faldellín) de colores sujeto a la cintura con una faja, diadema y tobilleras, y llevan un arco curvo en la mano derecha y tres flechas en la izquierda.[2]
- lanceros egipcios, de color marrón y vestidos con shenti blanco y un casco pequeño. Llevan una lanza en la mano derecha con punta de cobre y en el brazo izquierdo un escudo de madera forrado con piel de vaca de forma apuntada.[3]

Las figuras son de diferentes alturas (5'5 - 6 cm), lo que añade realismo al conjunto, y todos marcan el paso, con la pierna izquierda adelantada.
 Nota
1. ↑  Década es la medida del tiempo en el antiguo Egipto, que consistía en diez días. El mes tenía tres décadas, y el año 36 décadas y cinco días Heru-Renpet dedicados a los dioses al final del año.

También se encontró la base de una estatua con el nombre y el cargo de Mesehti, herramientas, armas, joyas y un cetro sejem.